# Наслідки кохання
«Наслідки кохання» (італ. Le conseguenze dell'amore) — італійський драматичний фільм 2004 року режисера Паоло Соррентіно.

## Сюжет
Головний герой фільму бізнес-консультант Тітта Ді Джероламо звичайний непомітний чоловік середніх років, уже вісім років живе в готелі маленького швейцарського містечка на березі озера нудним і водночас таємничим життям. Колись щоб купити танкер він вклав величезні кошти мафії, але угода зірвалася, а гроші пропали. Боси мафії не стали його вбивати, а придумали для нього іншу роботу…

## Ролі виконують
- Тоні Сервілло — Тітта ді Джіроламо
- Олівія Ман'яні[it] — Софія
- Андріано Джанніні[it] — Валерійо ді Джіроламо
- Рафаеле Пізу[it] — Карло
- Анджела Гудвін — Ізабелла
- Джанна Паола Скафіді  — Джулія
- Ніно Д'Агата — мафіозо
- Енцо Вітал'яно — Піппо д'Анто
- Антоніо Баллеріо — директор банку

## Музичний супровід
Автор оригінальної музики — Паскуале Каталано. До неоригінальних пісень належать пісні музичних груп — Лалі Пуна (Lali Puna), Могвай (Mogwai), Кін Канади (Boards of Canada) та співачки Орнелли Ваноні.

## Нагороди
- 2004  Премія Каннського кінофестивалю (Франція):
  - приз за найкращу режисуру — Паоло Соррентіно
- 2004 Нагорода кінофестивалю у Кабурі:
  - Гран-прі — Паоло Соррентіно
- 2004 Нагорода від Голлівудського репортера на Міжнародному кінофестивалі на Капрі[en]:
  - Нагорода «Капрі» — Олівія Ман'яні
- 2005 Премія Давида ді Донателло[1]:
  - за найкращий фільм
  - за найкращу режисерську роботу — Паоло Соррентіно
  - за найкращий сценарій[it] — Паоло Соррентіно
  - за найкращу чоловічу роль — Тоні Сервілло
  - за найкращу операторську роботу[it] — Лука Біґацці
- 2005 Премія «Золотий глобус» Асоціації іноземної преси в Італії[it]:
  - за найкращий сценарій[it] — Паоло Соррентіно
  - за найкраще одкровення жіночої ролі[it] — Олівія Ман'яні
- 2005 Премія «Срібна стрічка» Італійського національного синдикату кіножурналістів:
  - найкращому акторові — Тоні Сервілло
  - найкращому акторові другого плану[it] — Рафаеле Пісу
  - за найкращий сюжет[it] — Паоло Соррентіно
  - за найкращу операторську роботу[it] — Лука Біґацці
- 2005 Нагороди Італійського фільму онлайн (Italian Online Movie Awards)
  - за найкращий італійський фільм
  - за найкращу головну чоловічу роль — Тоні Сервілло